# Somatik
Somatisk kommer af det græske somatikos og betyder det som tilhører kroppen (som modsætning til psykisk, der betyder det der tilhører sindet).
I det danske sundhedsvæsen må somatik dog defineres som al kropslig behandling der foretages på et sygehus. Dette skyldes at flere kropslige behandlinger ligger i praksissektoren, frem for under det somatiske område. Af kropslige behandlinger der ligger i praksissektoren er almen læge, speciallæge, kiropraktor, fysioterapeut, ergoterapeut, fodterapi og tandlæge.
Det somatiske nervesystem styrer frivillige bevægelser og sender sensorisk information til hjernen. De somatiske nervebaner inddeles i de efferente (motoriske) og de afferente (sensitive) ledningsbaner. De efferente kaldes undertiden for pyramidebaner, pga. de pyramideformede celler i den motoriske zone i hjernebarken kaldet gyrus præcentralis, som ligger foran sulcus centralis.
En somatisk celle er en celle, der ikke hører til kønscellerne (sædceller og ægceller).
| Anatomi | Spire Denne artikel om anatomi er en spire som bør udbygges. Du er velkommen til at hjælpe Wikipedia ved at udvide den. |